# Выборы во Франции

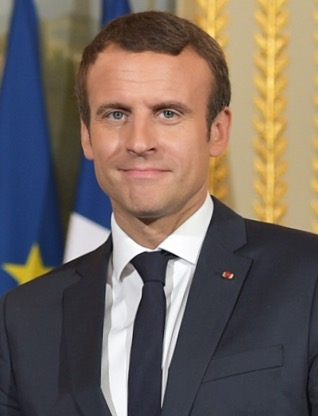
Президент Франции Эмманюэль Макрон

Выборы во Франции бывают шести типов: выборы главы государства и парламентские выборы, европейские (выборы в Европарламент), кантональные, региональные (выборы в советы регионов и департаментов) и муниципальные (выборы советников городов и округов). Также проходят непрямые выборы в Сенат Франции и мэров. Также могут быть проведены референдумы для прямых консультаций с французскими гражданами по конкретному вопросу, особенно по вопросу о поправке к Конституции.
Выборы проводятся в соответствии с правилами, изложенными в Конституции Франции, органических законах (lois organiques) и избирательном кодексе. Голосование не является обязательным. Организация выборов на национальном уровне находится в ведении МВД Франции. На национальном уровне общее наблюдение за выборами осуществляет Конституционный совет Франции, контроль над ходом выборов возложен на ряд комиссий, таких как Комиссия по контролю за голосованием, Комиссия по предвыборной агитации, Национальная счётная комиссия, Высший совет по электронным средствам массовой информации. На более низких уровнях в организации выборов участвуют магистраты, фиксирующие нарушения избирательного права, и представители исполнительной власти на местах — мэры и мэрии. Низовой структурой, организующей выборы, являются участковые избирательные комиссии (УИК), которые образуются из должностных лиц коммун и назначаемых ими лиц.
Право голосовать на выборах имеют граждане Франции в возрасте от 18 лет при условии, что они зарегистрированы в качестве избирателя. Французы, живущие за пределами республики и желающие голосовать за границей, должны быть зарегистрированы в консульском избирательном списке. Голосование за рубежом проводится в дипломатических и консульских учреждениях. Возможно голосование по доверенности.
Выборы проводятся по воскресеньям. Предвыборная кампания заканчивается в полночь в пятницу перед выборами, в воскресенье запрещено публиковать результаты опросов, а также выпускать предвыборные публикации и радиопередачи. Избирательные участки открыты по всей Франции с 8:00 и до 18:00 в малых городах или до 20:00 в остальных городах, в зависимости от решения властей префектуры. По закону публикация результатов или оценок до закрытия участков запрещена; такие результаты, однако, часто доступны из зарубежных СМИ и интернет-сайтов. Таким образом, первая оценка результатов становится известна в воскресенье, в 20:00 по парижскому времени; одним из следствий является то, что избиратели, например, во Французской Гвиане, Мартинике и Гваделупе из-за разницы во времени узнают вероятные результаты выборов ещё до окончания голосования. Утверждается, что это препятствует голосованию в этих местах. По этой причине с 2000-х годов выборы во французских владениях в Западном полушарии, а также в посольствах и консульских учреждениях на американском континенте и во Французской Полинезии проводятся по субботам в качестве особого исключения.
На президентских выборах весной 2022 года Эммануэль Макрон одержал уверенную победу (58,5 %) над ультраправым кандидатом Марин Ле-Пен (41,5 %). Тем самым, Макрон стал первым в истории пятой Французской Республики президентом, избравшимся на второй срок, после Жака Ширака, который был переизбран в 2002 году. На парламентских выборах летом 2022 года ни один из альянсов не получил большинства, что привело к подвешенному парламенту впервые с 1988 года.

## Избиратели

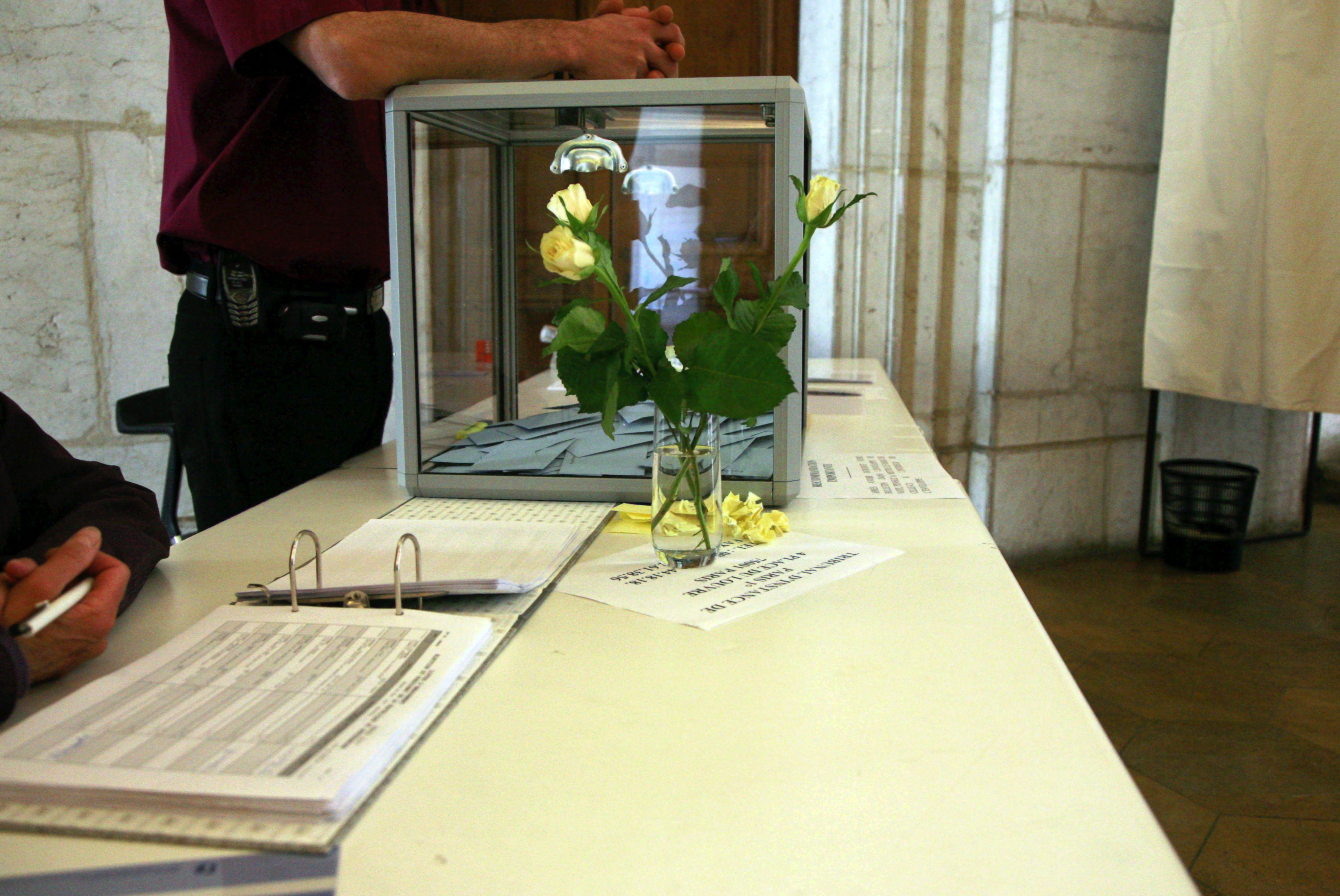
Стандартная прозрачная урна для голосования во Франции. Избиратель кладёт конверт, содержащий имя или список людей, за которых он или она голосует, а затем расписывается в списке избирателей, чтобы избежать двойного голосования.

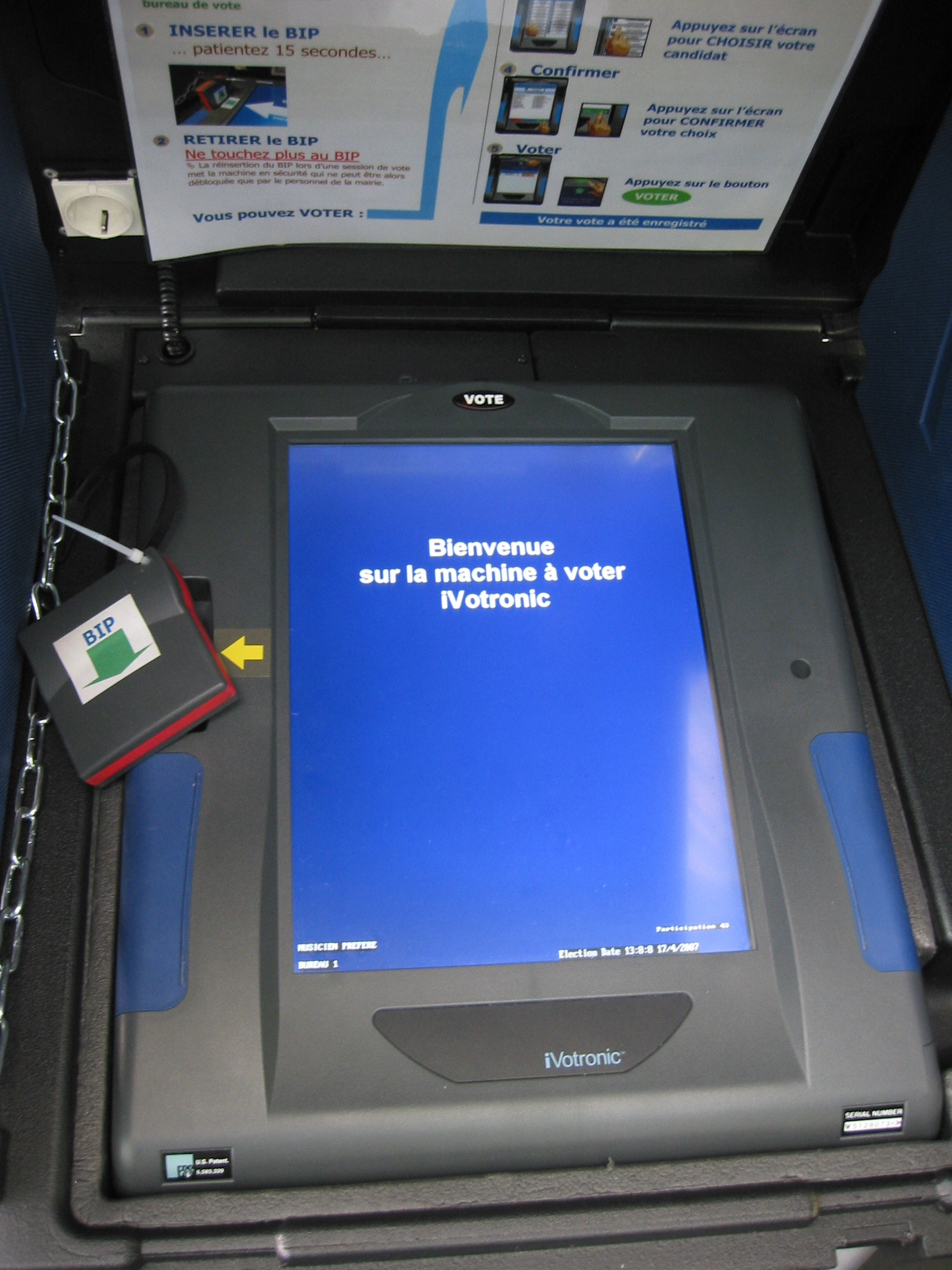
В некоторых французских городах используются машины для голосования.

Право голоса имеют граждане Франции старше 18 лет, зарегистрированные в списках избирателей. Граждане автоматически регистрируются как избиратели по достижении 18-летнего возраста. Регистрация не является обязательной, но отсутствие регистрации исключает возможность голосования. Граждане других стран Европейского Союза в возрасте 18 лет и старше могут голосовать во Франции на муниципальных и европейских, но не национальных выборах.
Граждане могут зарегистрироваться либо по месту жительства, либо по месту, где они состоят на учёте как плательщики местных налогов не менее 5 лет, но не более чем в одном месте. Граждане, проживающие за границей, могут зарегистрироваться в консульстве, ответственном за регион, в котором они проживают.
Только граждане, официально зарегистрированные в качестве избирателей, могут баллотироваться на государственные должности.
Есть исключения из вышеуказанных правил. Осужденные преступники могут быть лишены гражданских прав, в том числе права голоса, на определённый срок в зависимости от совершённого преступления. В частности, выборные должностные лица, которые злоупотребляли государственными средствами, могут быть лишены права баллотироваться на национальные государственные должности на срок до 10 лет. Применение таких правил в отношении некоторых политиков вызывает споры; см., например, случай с Аленом Жюппе.
Голосование по доверенности возможно, если гражданин не может беспрепятственно явиться на избирательный участок (причины: проблемы со здоровьем, гражданин не проживает на избирательном участке, находится в командировке или в отпуске, заключён в тюрьму, но ещё не осуждён и не лишён гражданских прав и так далее). В таком случае гражданин назначает доверенное лицо из числа избирателей той же коммуны. Назначение доверенного лица должно быть сделано перед дееспособным свидетелем: судьей, судебным секретарём или сотрудником судебной полиции, или, за пределами Франции, перед послом или консулом. В случае инвалидности или тяжёлой болезни на дом к гражданину для удостоверения назначения может быть направлен сотрудник судебной полиции или его представитель. Процедура призвана избежать давления на избирателей.

## Избирательная система
В тех случаях, когда должно быть избрано одно должностное лицо, в том числе на общенациональных выборах (выборы Президента и членов Национального собрания), выборы проводится по системе абсолютного большинства с возможностью назначения второго тура. На выборах в Европарламент и некоторых местных выборов используется пропорциональная избирательная система.

### Национальное собрание
577 членов Национального собрания, нижней палаты французского парламента, избираются в одномандатных округах по двухтуровой системе. Чтобы быть избранным в первом туре, кандидат должен получить абсолютное большинство поданных голосов, а также получить поддержку не менее 25 % имеющих право голоса избирателей в своём избирательном округе. Если ни один из кандидатов не удовлетворяет этим условиям, проводится второй тур голосования. К участию во втором туре допускаются только кандидаты получившие в первом туре поддержку не менее 12,5 % имеющих право голоса избирателей. Если только один кандидат соответствует этому требованию, во второй тур проходят два кандидата, набравшие наибольшее количество голосов в первом. Во втором туре избранным признаётся кандидат, набравший большинство голосов. Из 577 избирательных округов 539 находятся в метрополии, 27 — в заморских департаментах и территориях и 11 — для французских граждан, проживающих за границей.

### Партийные первичные выборы
Первичные выборы внутри зарегистрированных политических партий используются для выбора кандидатов в президенты на всеобщих выборах. Праймериз также используют двухтуровую систему, если в партии есть несколько кандидатов. Также проводятся открытые праймериз, в которых может участвовать любой имеющий право голоса избиратель с минимальными требованиями.

## Процедуры голосования

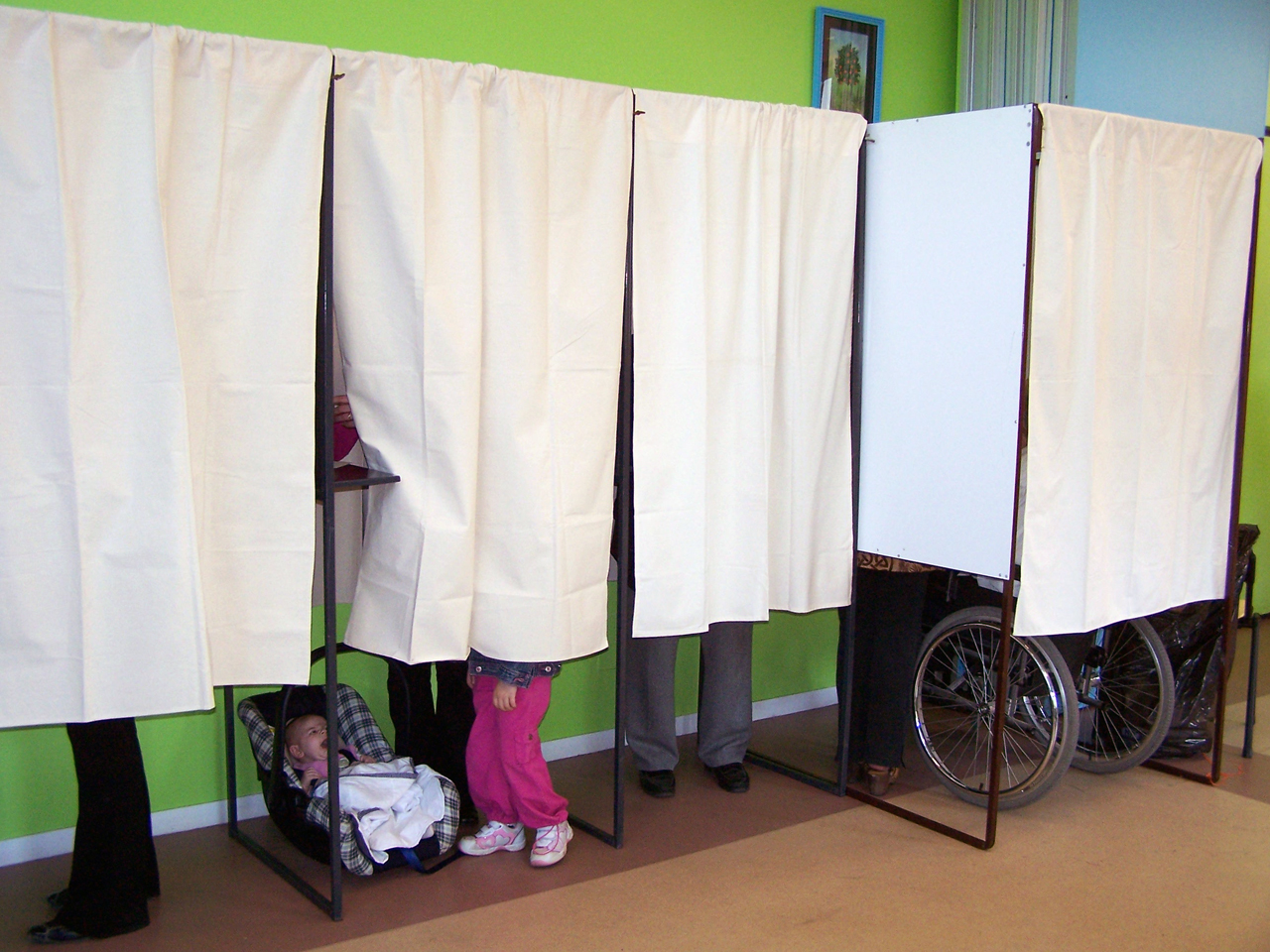
Кабинки для голосования на президентских выборах 2007 года в Монтобане.

Как правило, голосование проводится с использованием бумажных бюллетеней и ручного подсчёта голосов. Избиратель получает распечатанные бюллетени со стола у входа в помещение для голосования (голосование по почте во Франции запрещено). На каждого кандидата, пару кандидатов (на выборах в советы департаментов) или список выдаётся один бюллетень. Эти бюллетени также рассылаются по почте избирателям до выборов. Затем должностное лицо проверяет личность и регистрацию избирателя, после чего избиратель берёт конверт. Если он также выступает в качестве представителя другого избирателя, то берёт два конверта. Затем избиратель входит в изолированную кабину, где скрытно от чужих глаз вкладывает бюллетень своего кандидата в конверт. Затем избиратель идёт к урне для голосования, где председатель избирательного участка или его заместитель официально проверяет его личность. После того, как должностные лица признали право голоса за голосующим, урна для голосования вскрывается и избиратель вкладывает в неё конверт. Один из официальных лиц традиционно громко объявляет «Голос! (Проголосовал!)». Это чисто церемониально и имеет двойной смысл: голос избирателя будет учтён и он выполнил свой гражданский долг. Затем избиратель расписывается в списке избирателей и на его регистрационной карточке избирателя ставится печать.
Процедуры различаются, когда используется электронное голосование. Оно не получило широкого распространения во Франции, но используется в некоторых городах, несмотря на разногласия по поводу его безопасности и эффективности.

## Выборы

### Президентские выборы
Первые в истории Франции президентские выборы прошли в 1848 году; на них президент избирался всеобщим голосованием. По итогам выборов первым в истории президентом Франции стал Луи-Наполеон Бонапарт; в 1851 году он совершил государственный переворот, приведший к ликвидации Второй республики и установлению Второй империи.
В 1871 году, после падения Второй империи, Национальное собрание избрало временным президентом Адольфа Тьера. В 1873 году новым временным президентом был избран Патрис де Мак-Магон; его статус был подтверждён принятием Конституционных законов 1875 года. Этими же законами было установлено, что президент избирается Национальным собранием сроком на 7 лет с правоом переизбрания. Однако на протяжении истории Третьей республики президенты достаточно часто уходили в отставку до завершения срока полномочий, и выборы приходилось проводить досрочно. Лишь два президента Третьей республики были переизбраны — Жюль Греви и Альбер Лебрен; оба не сумели завершить второй срок своих полномочий.
В 1940 году, после поражения в войне с Германией и в условиях немецкой оккупации части страны, Национальное собрание упразднило Третью республику и передало власть маршалу Филиппу Петену, установив Французское государство.
В 1944 году, после освобождения Франции и падения режима Виши, была принята новая конституция, согласно которой, выборы президента проводились в соответствии с процедурой, аналогичной действовавшей в Третьей республике — то есть президент избирался Национальным собранием на 7 лет с правом на переизбрание. Президентские выборы по этой конституции прошли дважды — в 1947 и 1953 годах.
В 1958 году была принята ныне действующая конституция Франции, установившая режим Пятой республики. Согласно первоначальной редакции конституции, президент избирался на 7 лет коллегией выборщиков, включавшей членов французского парламента, членов Генеральных советов и заморских собраний, мэров и членов городских советов. По данной процедуре прошли президентские выборы 1958 года, победу на которых одержал Шарль де Голль. Начиная с выборов 1965 года президент избирается всеобщим голосованием.
С 2002 года президент Франции избирается сроком на 5 лет.

### Парламентские выборы
Первые в истории Франции парламентские выборы состоялись в ходе Великой французской революции в 1791 году. На них было избрано Законодательное собрание Франции — первый в истории страны представительный орган законодательной власти, установленный Конституцией 1791 года. В выборах могли участвовать только граждане, платящие налоги. Уже через год Законодательное собрание уступило своё место Национальному конвенту, избранному в 1792 году. В 1795 году, во времена Директории, Конвент сменил двухпалатный Законодательный корпус. В 1799 году генерал Наполеон Бонапарт сверг Директорию, после чего законодательная власть в стране де-факто перешла в руки Бонапарта, провозглашённого вначале консулом, а затем и императором.
Следующие парламентские выборы прошли в 1815 году после реставрации Бурбонов. На них была избрана Палата депутатов. Члены палаты имели право обсуждения законов и голосовать по вопросам налогообложения. Депутаты избирались на пять лет, им должно было быть не менее 40 лет, и они должны были платить 1000 франков прямых взносов. В 1830 году Июльская революция окончательно покончила с Бурбонами и установила так называемую Июльскую монархию. Новый режим носил более либеральный характер, в частности, были расширены полномочия парламента и удвоило число избирателей (до 200 000). Первые выборы в обновлённый парламент состоялись в 1831 году. При Июльской монархии палата также избиралась на 5 лет, минимальный возраст её членов был снижен до 30 лет, а сумма обязательных платежей уменьшена до 500 франков прямых взносов.
В 1848 году состоялась Февральская революция, установившая Вторую республику. Согласно Конституции 1848 года законодательная власть принадлежала однопалатному Национальному собранию, 750 депутатов которого избирались на 3 года всеобщим, прямым и тайным голосованием. За четыре года республики парламентские выборы прошли три раза. 2 декабря 1851 года президент Луи-Наполеон Бонапарт совершил государственный переворот, а 20 декабря плебисцит вручил Наполеону «необходимую власть для проведения в жизнь конституции на началах, предложенных в его прокламации 2 декабря». В январе 1852 года была принята новая конституция, ограничившая права парламента, а в феврале—марте состоялись последние парламентские выборы Второй республики. 2 декабря 1852 года Луи-Наполеон был торжественно провозглашён «милостью Божией и волей народа императором французов». Во Второй империи парламентские выборы прошли три раза.
В 1870 году разгром Франции в ходе войны с Пруссией привёл к свержению монархии и установлению Третьей республики. Первые после революции парламентские выборы в феврале 1871 года проходили в тяжёлых условиях. В результате франко-прусской войны 43 департамента Франции были оккупированы, всякие общественные собрания запрещены. Новый парламент избирался на неопределённый срок, с обязанностью завершить войну победой или миром на условиях Пруссии, восстановить порядок в стране и решить вопрос о форме правления. В результате подавляющее большинство в Национальном собрании оказалось у правых монархистских партий. Постепенно влияние монархистов падало, в то время как позиции республиканцев усиливались. Выборы 1876 и 1877 годов, завершившиеся убедительной победой республиканцев, выборы 1/3 сенаторов в 1879 году, которые сделали республиканским сенат, отставка в том же году 1879 года президента Мак-Магона, которого сменил испытанный республиканец Греви, окончательно укрепили республику.
Конституционные законы 1875 года значительно по сравнению с предыдущими периодами расширили полномочия парламента, превратив его в полноценный представительный орган законодательной власти. Выборы проводились по мажоритарной системе с голосованием в 2 тура. В первом туре считался избранным лишь тот кандидат, который набирал более 50 % голосов избирателей в округе. Если ни один из кандидатов не получал абсолютного большинства голосов, проводился второй тур голосования, в котором побеждал кандидат, получивший относительное (по сравнению с другими кандидатами) большинство голосов. Из 40 млн французов избирательным правом пользовались 12 млн.
В 1940 году после поражения в начале Второй мировой войны и падения Парижа Франция капитулировала перед III Рейхом. 10 июля 1940 года Национальное собрание Франции приняло конституционный закон о передаче власти маршалу Петену, тем самым ликвидировав Третью республику и установив режим Виши. После начала Второй мировой войны и до освобождения Франции парламентские выборы не проводились.